# Faitanar
No debe confundirse con la Estación de Faitanar de MetroValencia, en el término de Cuart de Poblet.
Faitanar es una pedanía de la ciudad de Valencia perteneciente al distrito de los Poblados del Sur. Contaba con 2.190 habitantes censados en el año 2025 según el ayuntamiento de Valencia. Está situada al sur del nuevo cauce del río Turia, y limita con los municipios de Chirivella, Picaña, Paiporta y Alfafar, así como con la pedanía de La Torre, de su mismo distrito. A diferencia del resto de barrios de los Poblados del Sur, en Faitanar no existe ningún núcleo de población, sino que la totalidad de ella se reparte en varias alquerías y casas de labranza dispersas.

## Toponimia
El término Faitanar deriva del árabe فَيد النهر (faīd an-nahr, "la crecida del riachuelo"). La t a partir de la d árabe se explica por el ensordecimiento de la consonante final, fenómeno común en todo del ámbito valencianoparlante.

## Política
Faitanar depende del ayuntamiento de Valencia en consideración de barrio del distrito de Poblados del Sur (en valenciano Poblats del Sud). Sin embargo, dada su condición de poblamiento rural, cuenta, de acuerdo con las leyes estatales y autonómicas pertinentes, con un alcalde de barrio, compartido con La Torre, que se encarga de velar por el buen funcionamiento del barrio y de las relaciones cívicas, firmar informes administrativos y elevar al ayuntamiento de la ciudad las propuestas, sugerencias, denuncias y reclamaciones de los vecinos.
| Periodo   | Nombre                                                                 | Partido |
| --------- | ---------------------------------------------------------------------- | ------- |
| 1979-1983 | Fernando Martínez Castellano (1979) Ricard Pérez Casado (1979-1983)    |         |
| 1983-1987 | Ricard Pérez Casado                                                    |         |
| 1987-1991 | Ricard Pérez Casado (1987-1988) Clementina Ródenas Villena (1988-1991) |         |
| 1991-1995 | Rita Barberá Nolla                                                     |         |
| 1995-1999 | Rita Barberá Nolla                                                     |         |
| 1999-2003 | Rita Barberá Nolla                                                     |         |
| 2003-2007 | Rita Barberá Nolla                                                     |         |
| 2007-2011 | Rita Barberá Nolla                                                     |         |
| 2011-2015 | Rita Barberá Nolla                                                     |         |
| 2015-2019 | Joan Ribó i Canut                                                      |         |
| 2019-2023 | Joan Ribó i Canut                                                      |         |
| 2023-act. | María José Catalá Verdet                                               |         |

## Transportes
Por Faitanar circulan la V-30 (circunvalación de Valencia), la CV-406 y la CV-36 (autovía de Torrente). Dentro de su término está asimismo la estación València Sud de las líneas 1 y 5 de MetroValencia

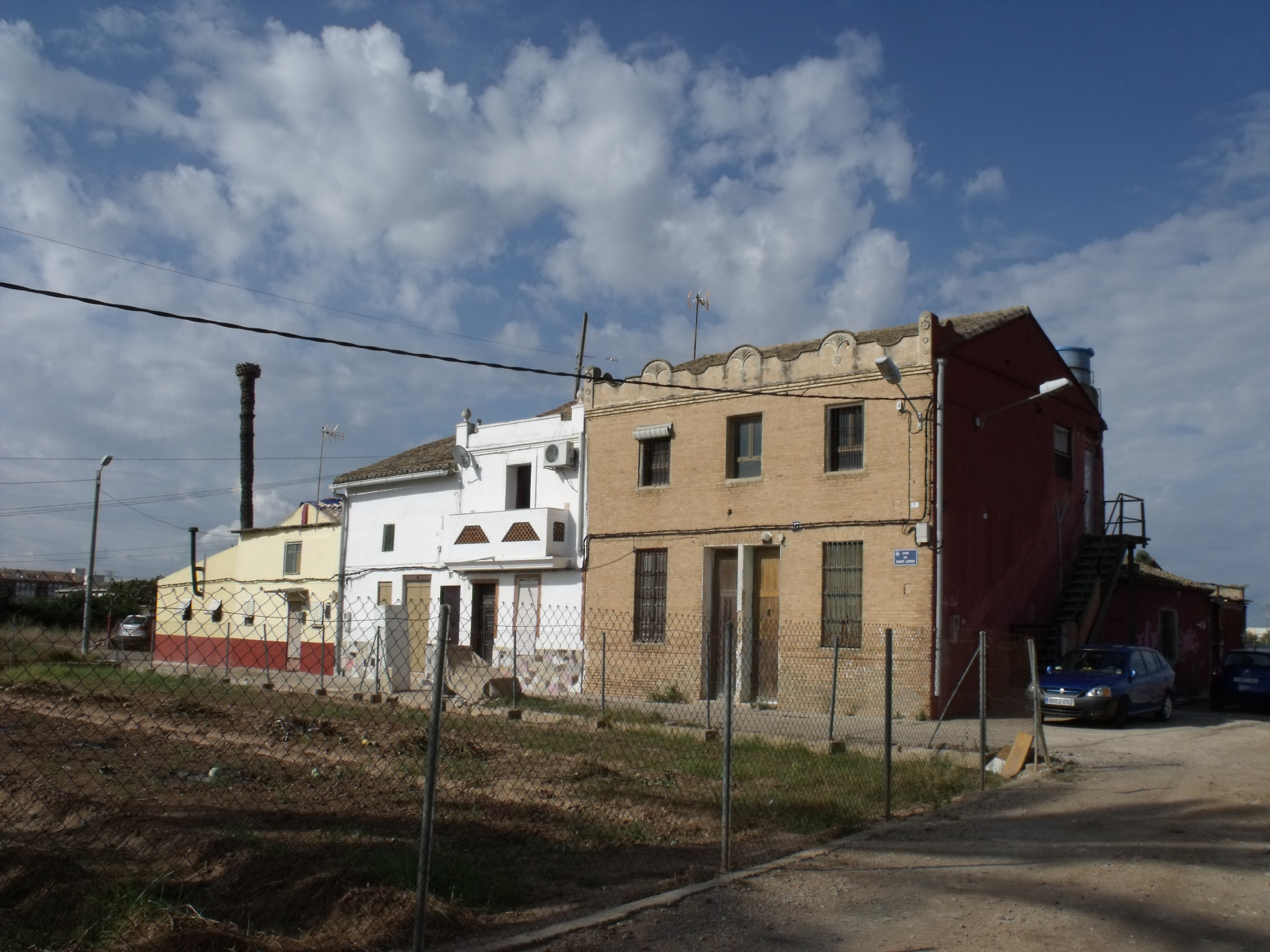
Alquerías en el Camino de San Jorge.
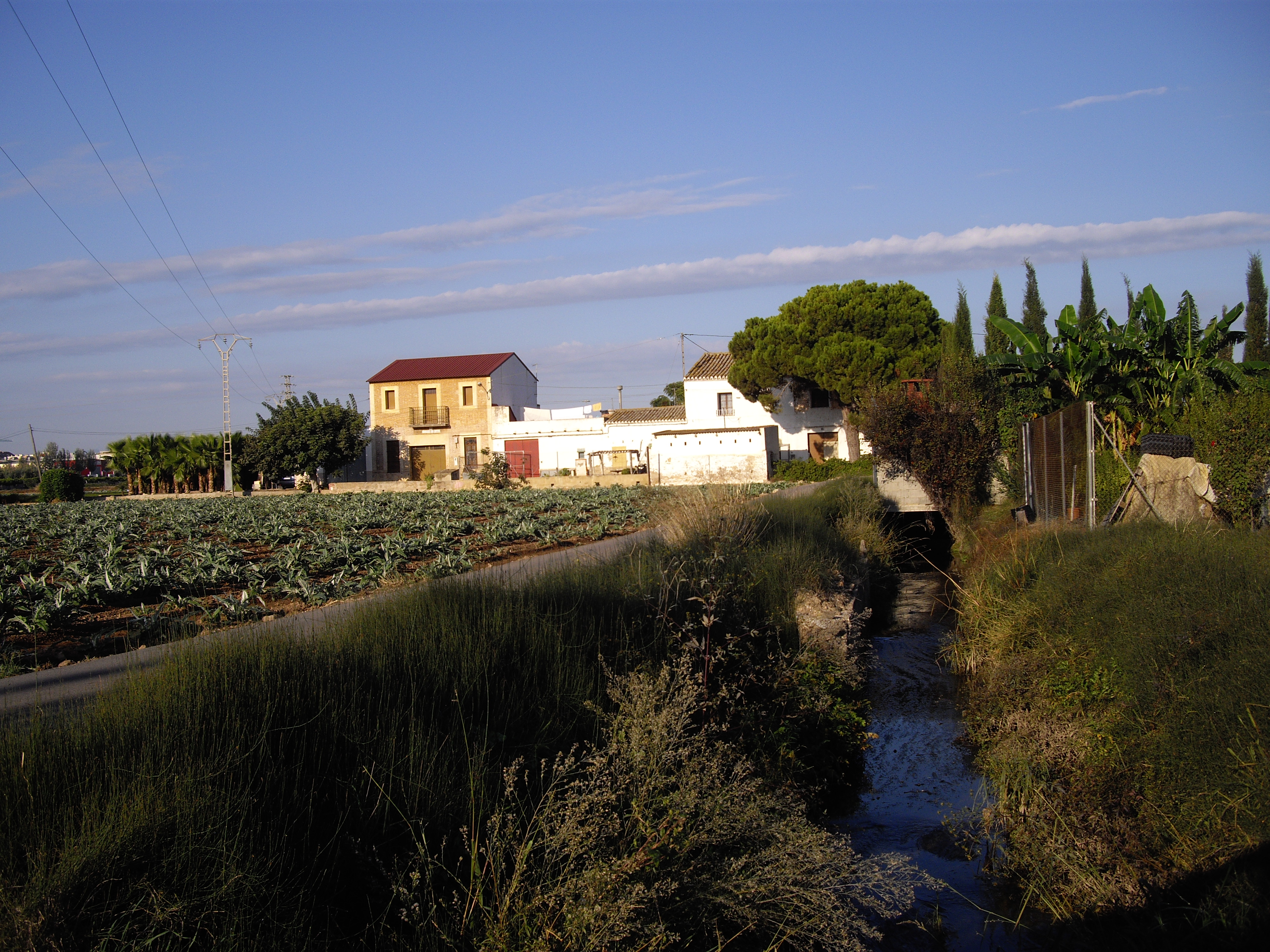
Alquería del Ánima (Alqueria de l'Ànima).
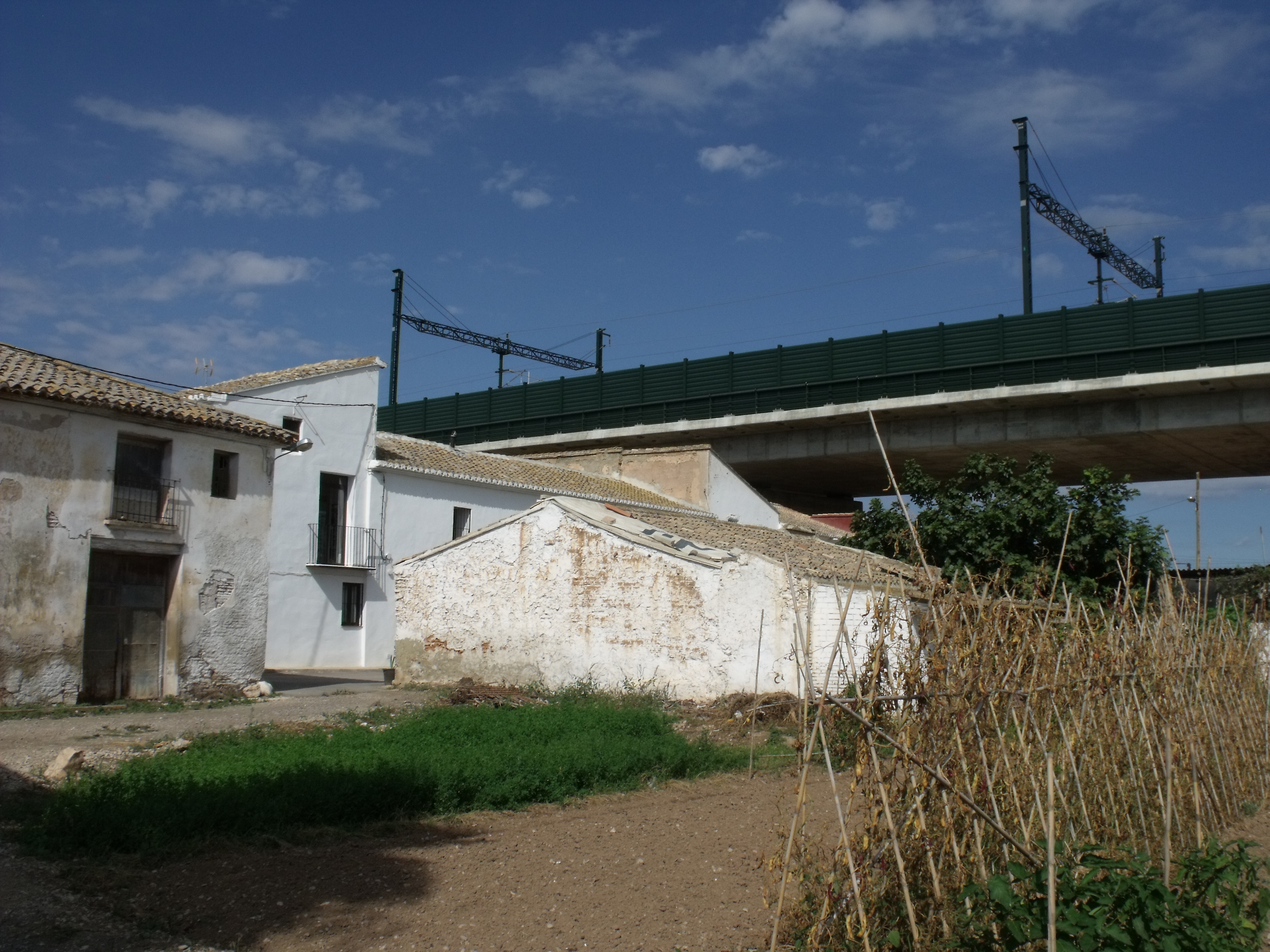
Alquería Aiguamolls y Casa Maso, prácticamente bajo el viaducto del AVE.
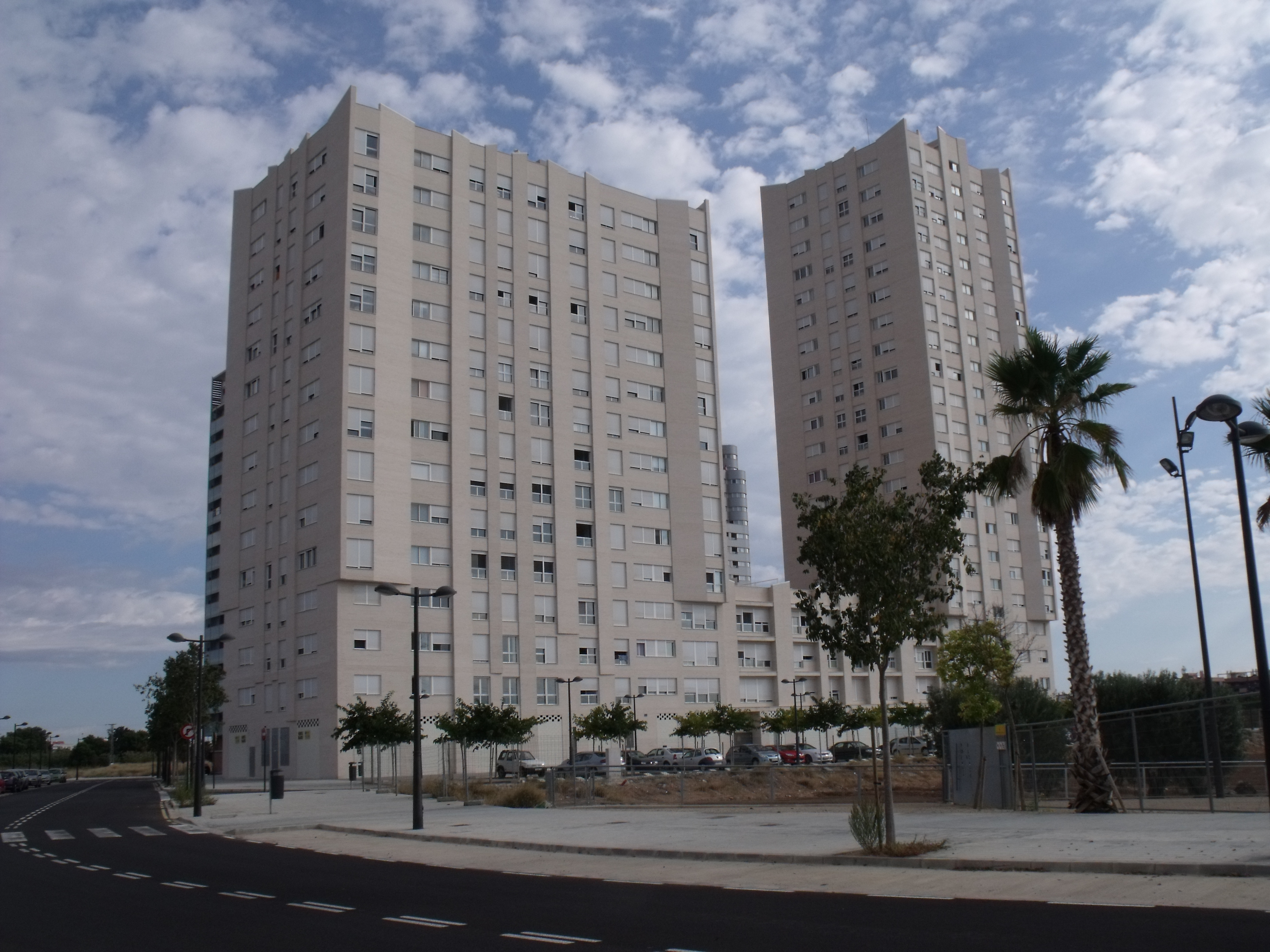
Sociópolis
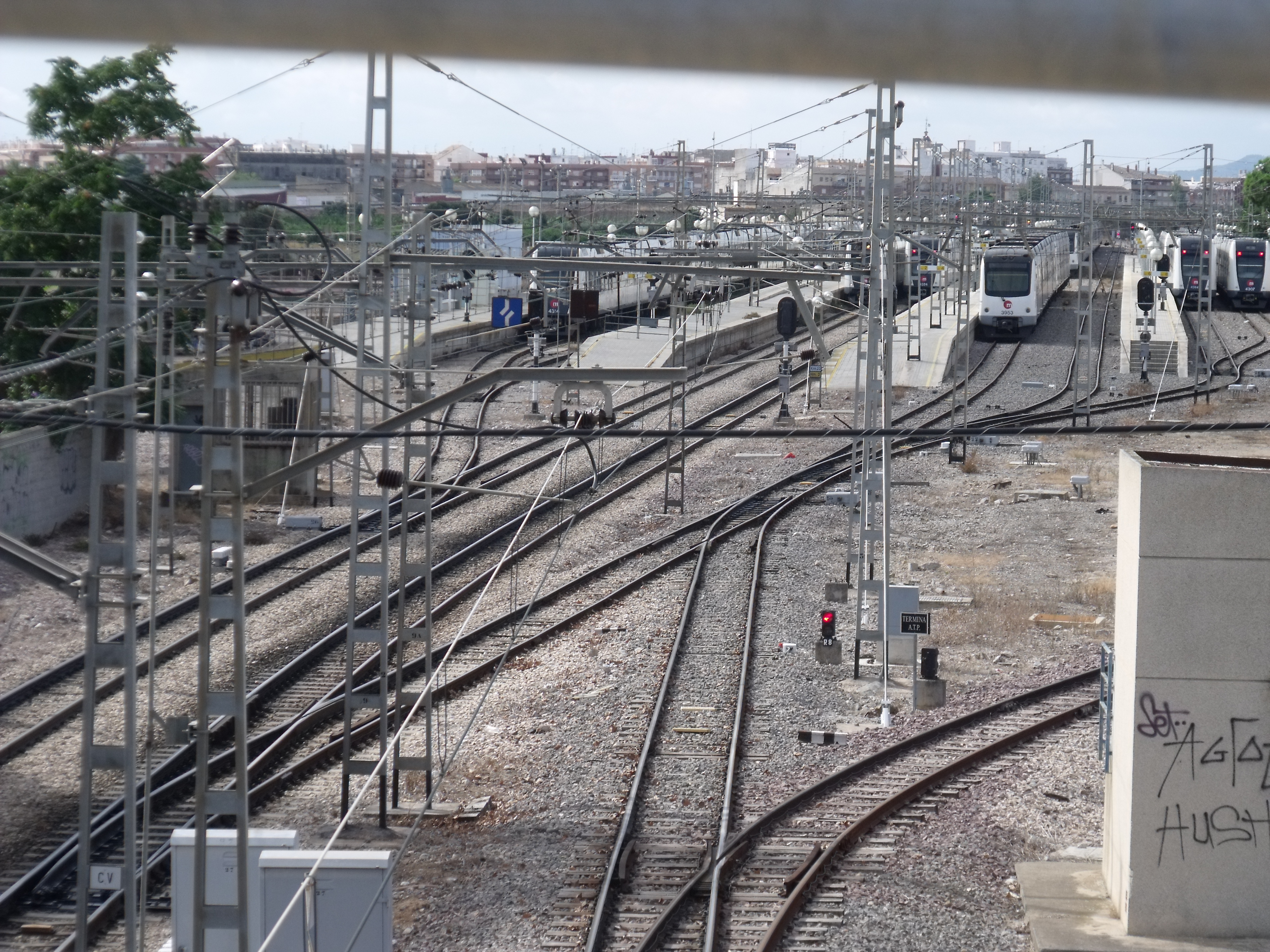
Estación de València-Sud.
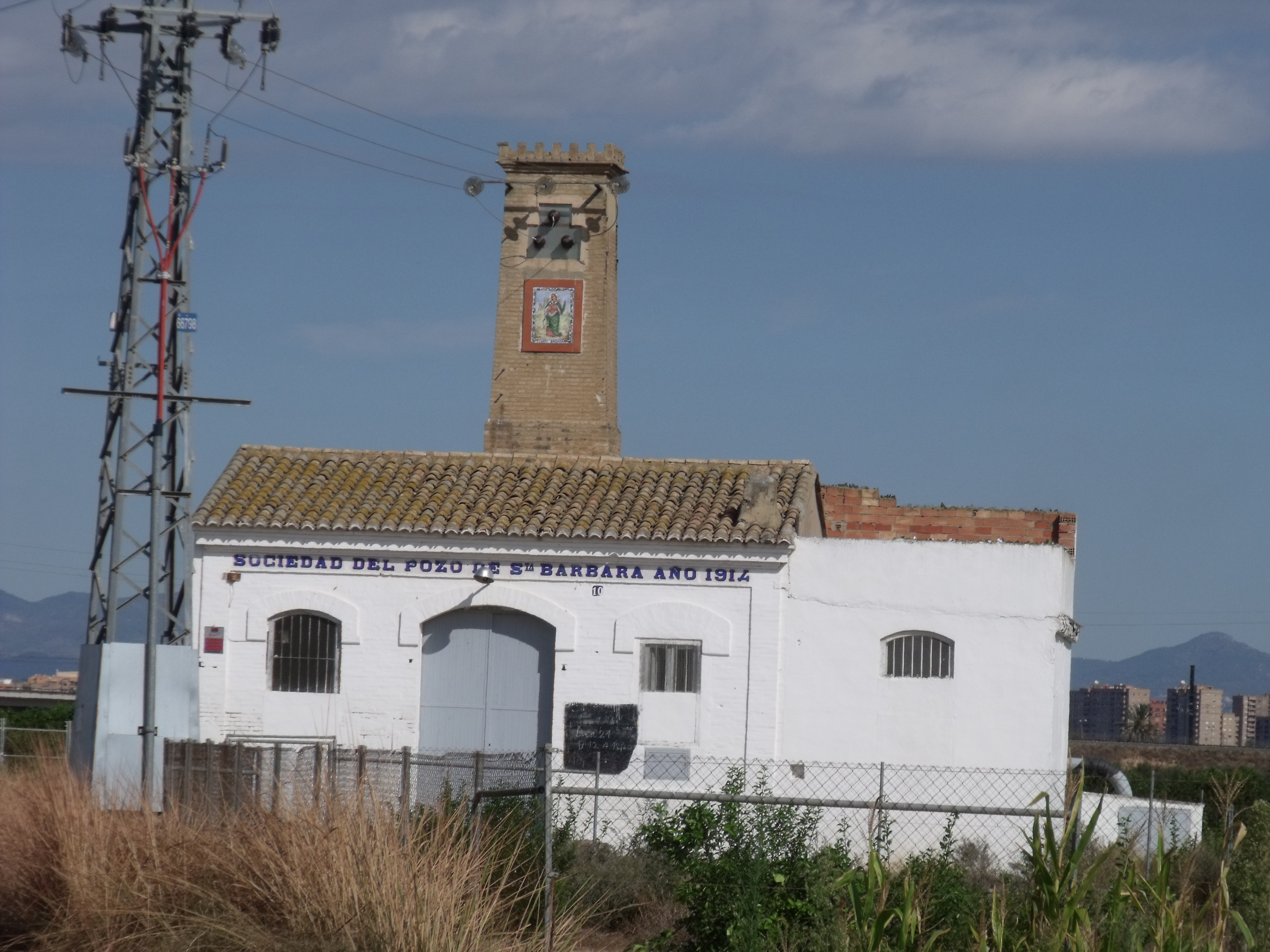
Pozo de Santa Bárbara.
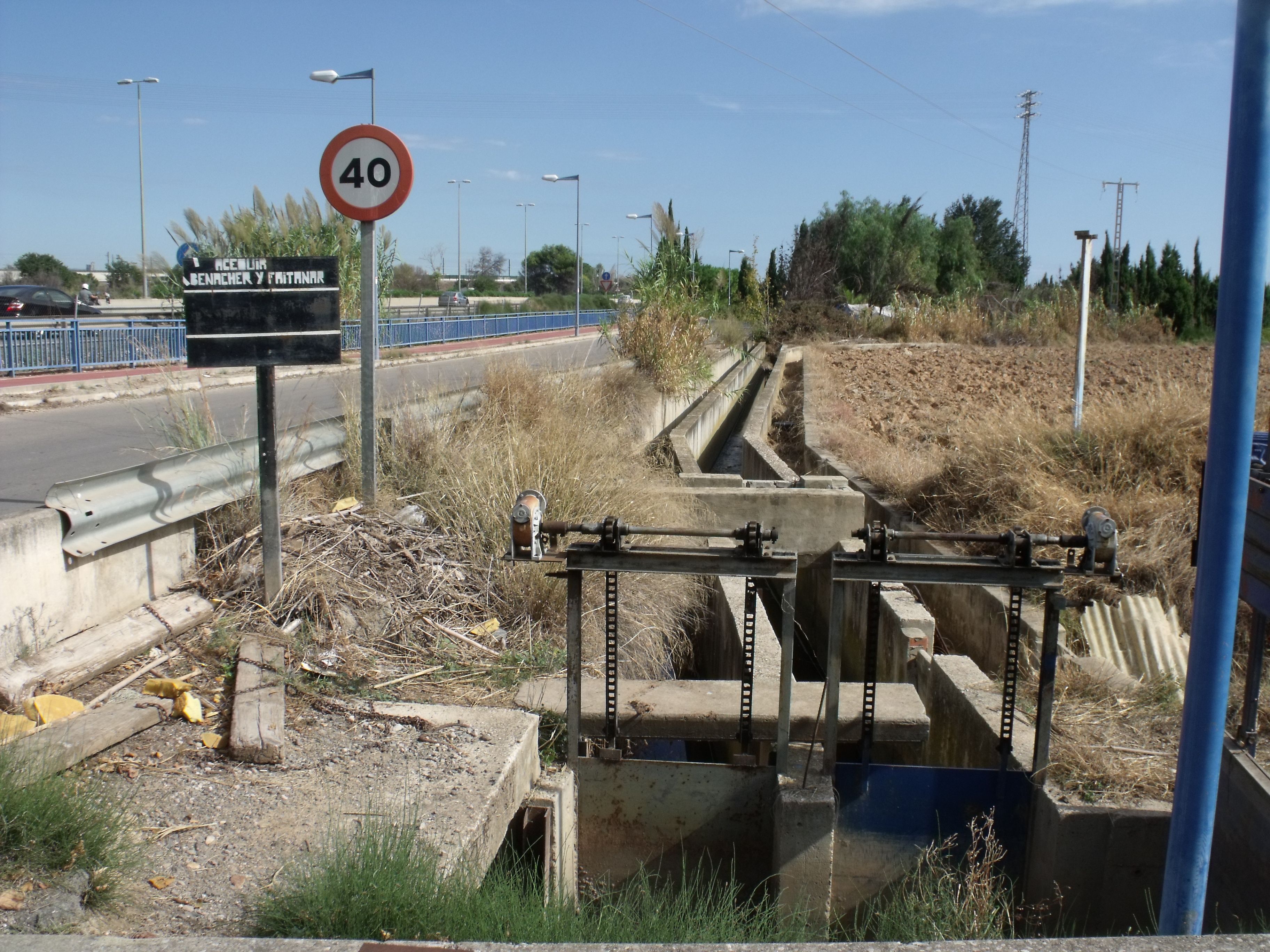
La acequia de Faitanar da nombre al territorio.
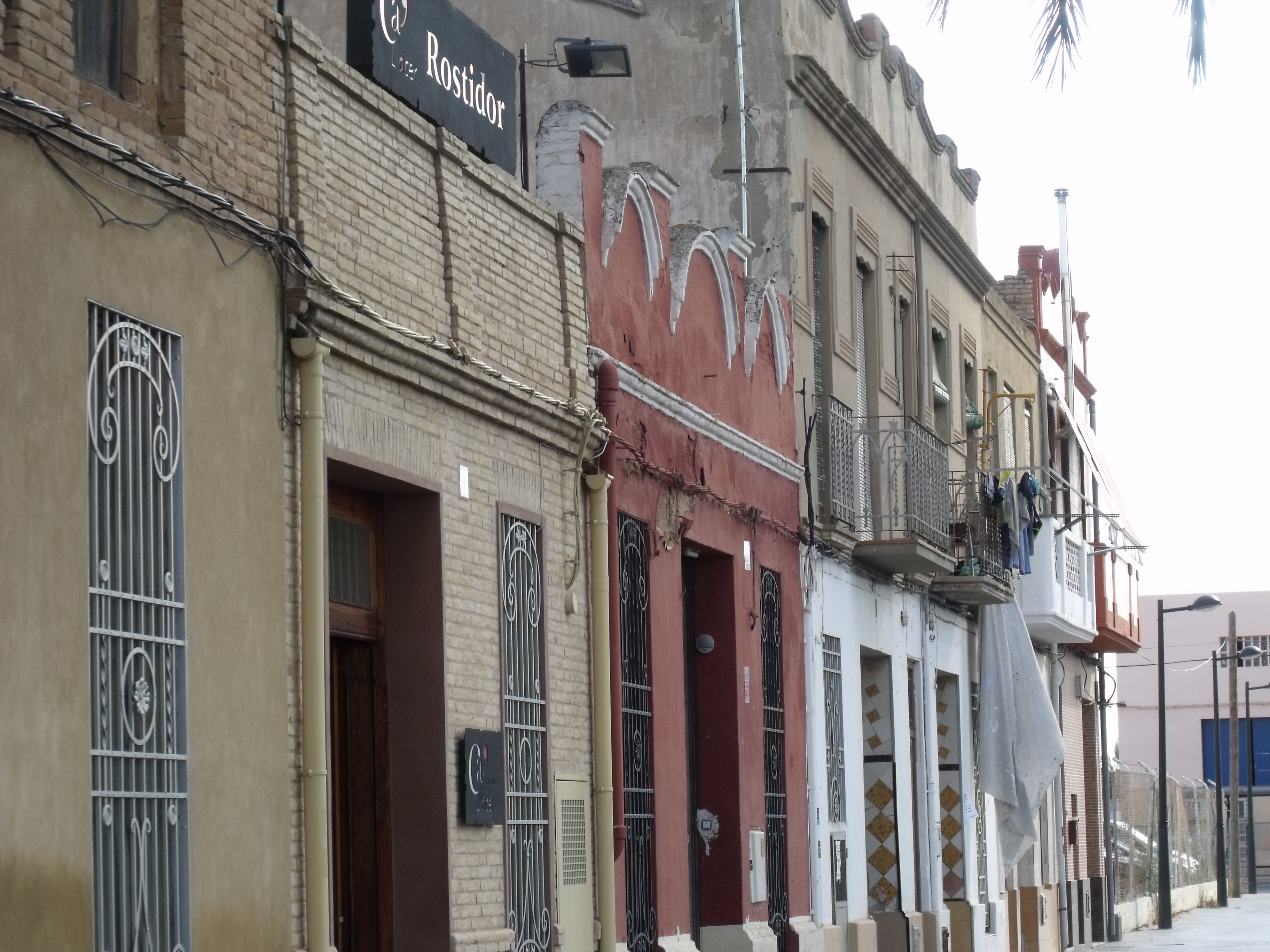
Casas de la Calle de Ruiz.
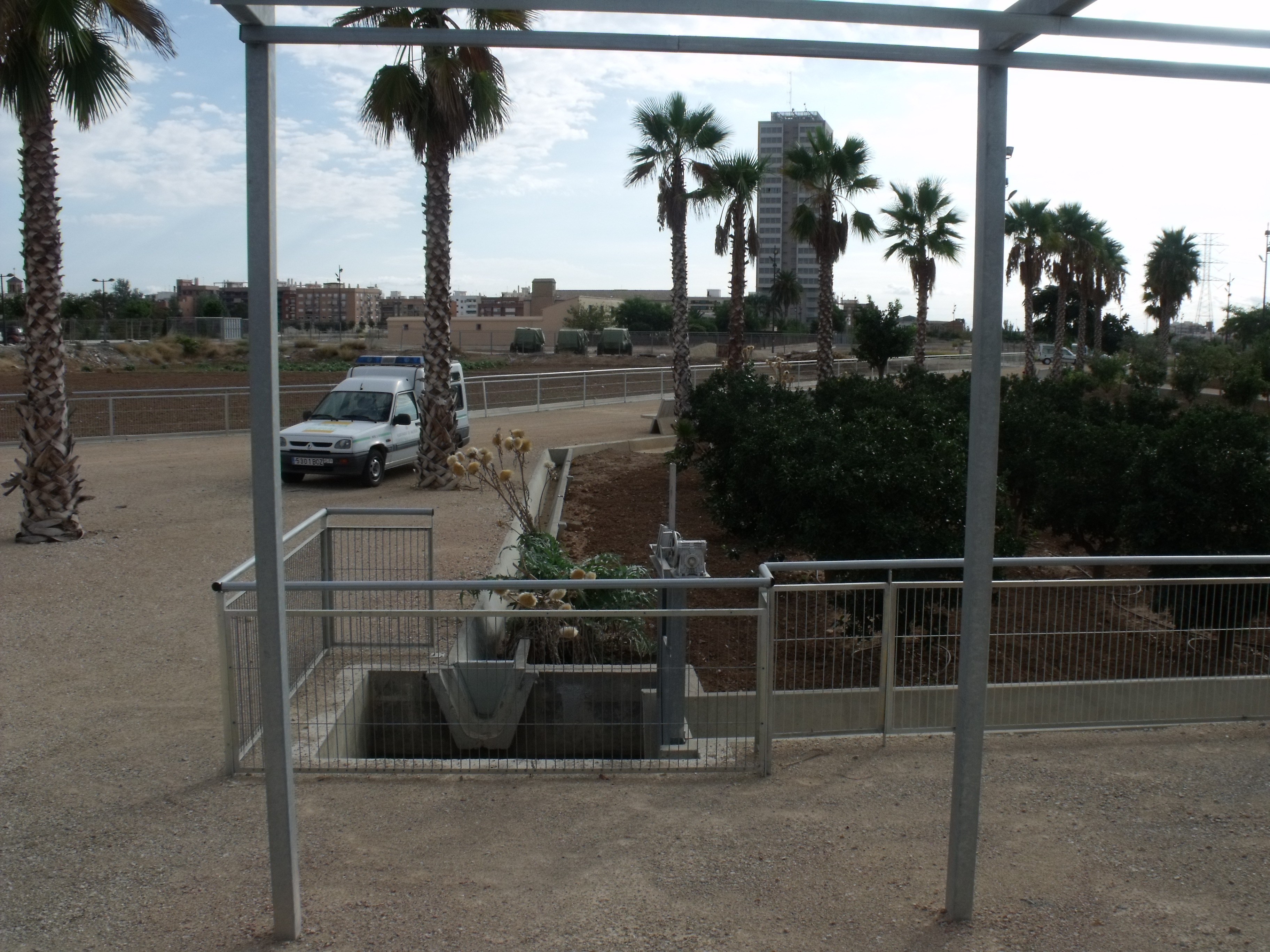
Huertos urbanos cerca de Sociópolis.